# Armand Apell
Armand Apell (16. januar 1905 – 4. august 1990) var en fransk bokser som deltog i de olympiske lege 1928 i Amsterdam.
Apell vandt en sølvmedalje i boksning under OL 1928 i Amsterdam. Han kom på en andenplads i fluevægt. Han tabte i finalen til Antal Kocsis fra Ungarn. Der var 19 boksere fra 19 lande som stillede op i vægtklassen som blev afviklet fra den 7. til 11. august 1928.